# Windows 11
Windows 11 est une version majeure du système d'exploitation Windows développé par Microsoft, exploitant le noyau Windows NT en version 10. Windows 11 a été annoncé lors du Microsoft Event le 24 juin 2021.
Windows 11 est disponible sous forme de mise à niveau gratuite vers les appareils compatibles sous Windows 10 à travers Windows Update,,, mais aussi pour les systèmes Windows 7, Windows 8 et 8.1. Le déploiement de la mise à niveau vers Windows 11 débute le 5 octobre 2021 (pour les nouveaux appareils) et se poursuit jusqu’en 2022 (pour les appareils compatibles), selon différentes annonces de Microsoft.
Windows 11 est le successeur de Windows 10, sorti en 2015.

## Développement

### ProjetSun Valley
Windows 11 n'était pas une version attendue car, lors de la sortie de Windows 10, Microsoft avait affirmé que ce système d'exploitation serait le dernier Windows et serait continuellement mis à jour. Microsoft avait donc annoncé une importante mise à jour de l'interface de Windows 10, et non un nouveau système d'exploitation.
Cependant, plusieurs indices à partir de juin 2021 et jusqu'au 24 juin 2021 ont laissé penser que ce n'est pas une mise à jour de Windows 10 qui se préparait, mais une nouvelle version de Windows : Windows 11, dont le nom de code est Sun Valley ou SV.

### Vers une «nouvelle génération de Windows»
Lors de la conférence des développeurs Microsoft Build en 2021, Satya Nadella, PDG de Microsoft, laisse entendre qu'une nouvelle version du système d'exploitation de Microsoft pourrait sortir sous peu,.
Une semaine plus tard, Microsoft commence à envoyer des invitations à un événement « Microsoft Event » consacré à Windows, prévu pour le 24 juin.
Une semaine avant l'événement, le 15 juin, des photos et une version bêta du système attribuées par beaucoup à la firme américaine sont divulguées sur des forums chinois, révélant le nouveau design du système d’exploitation et de nouvelles fonctions et applications, comme le retour des widgets. L'interface utilisateur du système ressemble beaucoup à celle du projet annulé Windows 10X.
Une image disque d'une version développeur de Windows 11 datant du 30 mai 2021 fuite, permettant son installation avant une possible date de sortie officielle. L'authenticité de cette image disque a été confirmée par Microsoft, qui a même demandé à Google de ne plus indexer sur son moteur de recherche tous les sites proposant au téléchargement l'image disque.

### Annonce
Durant le Microsoft Event, Panos Panay, directeur de la branche Windows chez Microsoft, confirme que ce nouveau système porterait bien le nom de Windows 11.
L'événement présente la « nouvelle génération de Windows » (« the next generation of Windows »). Puis interviennent des employés de Microsoft, chacun présentant plus précisément une nouveauté de Windows 11 (multitâche, Microsoft Teams, mode tablette, écran tactile, jeux vidéo…). Pour finir, Satya Nadella prend la parole, en rappelant ce qu'est Windows « depuis toujours », toutes les possibilités offertes par le système d’exploitation.

## Nouveautés

### Interface
Lors du Microsoft Event, Microsoft présente en grande partie la nouvelle interface utilisateur :
Parmi les nouveautés figurent :
- un nouveau design, Fluent Design System ;

- une mise à jour de la barre des tâches : 
  - un nouveau logo Windows, plus proche de celui de Microsoft que ne l'était celui de Windows 10,
  - l'apparition d'une icône Widget en bas à gauche de l'écran, permettant d'afficher diverses informations tels que la météo, des actualités personnalisées…,
  - les icônes sont centrées par défaut, mais il est possible de les décaler à gauche comme sur les précédentes versions de Windows,
  - l'intégration d'une application Conversation, inspirée de Microsoft Teams ;
- une nouvelle apparence pour l'application Paramètres[20],[21] ainsi que pour le Microsoft Store, qui prend désormais en charge les applications Android ;
- la refonte graphique de plusieurs applications Microsoft telles que Courrier et Calendrier, Alarmes et horloges, Météo[réf. nécessaire]
- des bordures de fenêtres arrondies, ainsi que des fenêtres flottantes pour le menu Démarrer ;
- un nouveau menu démarrer, inspiré de celui de Windows 10X et où apparaît un raccourci vers Bing AI ;
- de nouvelles icônes (fichiers, dossiers…) ;
- un nouveau centre de notifications ;
- un nouvel Explorateur de fichiers[22], correspondant au design de Windows 11 et inspiré également de Windows 10X. Il inclut notamment des onglets, apparus dans la build 22621[23] ;
- un nouveau Bloc-Notes fait aussi son apparition dans la première mise a jour majeure de Windows 11, au design également revu[24]. Le build 25281 lui ajoute comme fonctionnalité des onglets facilitant la navigation, à l'instar de l'explorateur de fichiers quelques mois plus tôt[25] ;
- un clavier virtuel personnalisable ;
- ajout de groupes d’ancrage (Modèle:Snap anglais), qui permettent le basculement entre fenêtres (en) regroupées[26] ;
- une modernisation de l'interface du gestionnaire des taches.

### Sécurité et personnalisation
Contrairement à Windows 10, il n'est plus possible de créer un compte d'utilisateur local Windows sur l'édition Famille sans disposer d'un compte en ligne Microsoft (ex. : Outlook ou Hotmail). Au bout d'une semaine, il devient obligatoire d'indiquer à Microsoft une autre adresse e-mail de secours,.

### Autres fonctionnalités
Windows 11 étant principalement une mise à jour graphique de Windows 10, il apporte peu de nouvelles fonctionnalités. Parmi celles-ci figurent les widgets, qui n'étaient plus disponibles sur Windows 8/8.1.
Windows 11 inclut Windows Subsystem for Android (WSA), qui permet d'installer sur Windows des applications à partir de l'Amazon Appstore. Des applications tierces permettent en outre d'accéder à Google Play, ce que ne permet pas directement WSA[réf. nécessaire]. La prise en charge de WSA va s'arrêter le 5 mars 2025, d'ailleurs il n'est déjà plus possible de télécharger l'Amazon Appstore sur le Microsoft Store
Lors de son évènement, Microsoft a également présenté la nouvelle version de Teams, qui est inclus par défaut dans le système et épinglé dans la barre des tâches, en remplacement de Skype. Plus tard, sur Twitter, Panos Panay a annoncé dans différents tweets accompagnés de vidéos la refonte ou l'amélioration de certaines applications Microsoft.
L'Outil Capture de Windows 10, remplacé en 2020 par l'application Capture d'écran et croquis, refait son apparition, muni du design de Windows 11.
L'application Alarmes et horloge obtient une nouvelle fonctionnalité, « Session de concentration », qui permet, pendant une durée définie, de réaliser une tâche sélectionnée avec Microsoft To Do, accompagnée par de la musique depuis Spotify. La fonctionnalité tiendrait aussi compte du temps de pause que l'on devrait avoir durant la séance,.
L'application Lecteur multimédia apparaît. Elle est destinée à remplacer Groove Musique en proposant une refonte graphique du Lecteur Windows Media, apparu en 1991 dans Windows 3.0[réf. nécessaire].
L'intégration de Bing Conversation, fonctionnant sur le modèle GPT-4 d'OpenAI, dans le moteur de recherche Bing a pour effet de rendre la barre de recherche de Windows 11 plus performante. Microsoft l'a ajouté directement au système d'exploitation.
Microsoft a de plus tenté de faciliter le multitâche : lorsque le pointeur de souris est passé sur le bouton « Agrandir » d'une fenêtre, une liste de dispositions s'affiche. On trouve également une meilleure gestion de l'affichage sur plusieurs écrans[réf. souhaitée].
L’entreprise met également en avant les nouveautés pour le jeu vidéo, avec l'« Auto HDR », permettant un meilleur affichage.
Une nouveauté majeure est le nouveau Microsoft Store : Microsoft propose un nouveau design et une plus grande liberté pour les éditeurs. De plus, les applications Android seront compatibles avec Windows 11 par défaut et pourront être chargées à partir d'un fichier .APK et disponibles dans le Microsoft Store, rendant alors quasiment inutiles les émulateurs.

### Retraits
Enfin, plusieurs éléments de Windows 10 disparaissent :
- Cortana, l'assistant vocal, disparaît de la barre des tâches et de l'Out of the Box Experience (OOBE) au premier démarrage du système ;
- les tuiles du Menu démarrer sont remplacées par des applications épinglées et des fichiers recommandés ;
- il n'est plus possible « nativement » de positionner la barre des tâches sur le côté ou en haut de l'écran (seuls des logiciels tiers permettent de retrouver cette fonctionnalité) ;
- certaines applications telles que Paint 3D ne sont plus préinstallées.

## Un système dans la continuité de Windows 10

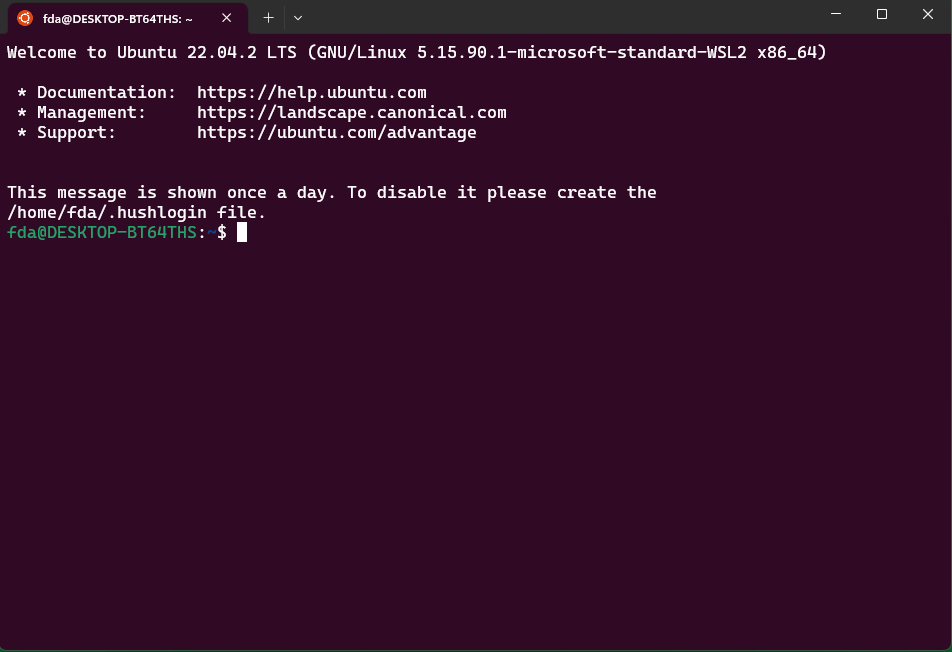
Des distributions Linux (ici Ubuntu) avec tout leur cortège d'applications continuent à être compatibles avec Windows 11, en performances quasiment natives.

Bien que Windows 11 apporte plusieurs nouveautés et une refonte graphique, les systèmes d'exploitation Windows 10 et Windows 11 restent très similaires d'un point de vue technique. En effet, Windows 11, de même que Windows 10, est basé sur le noyau Windows NT. Ainsi, Microsoft offre une excellente compatibilité entre ces deux systèmes. Il est également possible de changer la position par défaut des icônes de la barre des tâches pour les remettre à gauche comme dans Windows 10.

## Windows Insider
À l'instar de Windows 10, Microsoft propose pour Windows 11 un programme Insider permettant aux utilisateurs le désirant d'accéder aux préversions de Windows. Ce programme comporte quatre versions, ou « canaux », :
- « canal préversion » (Release Preview) : ce canal permet aux utilisateur de recevoir les mises à jour majeures de Windows 11 (publiées une ou deux fois par an) en avance ;
- « canal Bêta » (Beta) : ce canal, recommandé par Microsoft, offre aux utilisateur la possibilité de recevoir de nouvelles fonctionnalités régulièrement. Selon Microsoft, c'est ce canal qui a le plus d'impact sur l'amélioration de la qualité des mises à jour ;
- « canal de développement » (Dev Channel) : pour les utilisateurs plus avancés, ce canal met à disposition de manière hebdomadaire des mises à jour apportant de nouvelles fonctionnalités à Windows, bien que ces dernières ne soient pas nécessairement publiées de manière stable dans une future mise à jour de Windows 11 ;
- « canal canary » (Canary Channel), non disponible en français : ce dernier canal, ajouté en mars 2023 par Microsoft[38], présente les mêmes possibilités que le canal Dev, bien que les fonctionnalités mises à disposition soient parfois différentes ou moins abouties.

## Mise à niveau et configuration minimale requise

### Méthode de mise à niveau
Comme lors de la sortie de Windows 10, la mise à niveau vers Windows 11 est gratuite pour les utilisateurs de Windows 7, 8 (les utilisateurs de Windows 8 sont obligés de faire la mise à niveau vers Windows 8.1 puis vers Windows 11), 8.1 et 10 ayant une licence valide. La mise à jour se fait de la même manière qu'une mise à jour Windows normale, c'est-à-dire via Windows Update.
Le déploiement du système a commencé le 5 octobre 2021. Cependant, Microsoft a précisé sur son blog que la mise à niveau pour tous les appareils éligibles ne sera pas faite à la date du 5 octobre, mais commencera à cette date et se poursuivra jusqu'à mi-2022, afin de laisser la priorité pour les fabricants d'ordinateurs qui pourront proposer de nouveaux PC déjà dotés de Windows 11. Il est cependant possible de forcer la mise à niveau vers Windows 11 en utilisant l'Assistant d'installation de Windows 11 disponible sur le site de Microsoft, ou en utilisant une image disque (ISO).

### Configuration requise
Cette mise à niveau s'accompagne d'une nouvelle configuration minimale requise :
- un processeur récent (Intel Core de 8e génération ou plus, AMD Ryzen de 2e génération ou plus, ou Qualcomm Snapdragon 850 ou plus[41]) compatible 64 bits d'une fréquence de minimum 1 GHz et équipé d'au moins deux cœurs ;
- 4 Go de mémoire vive ;
- un périphérique de stockage d'au moins 64 Go ;
- un micrologiciel système UEFI et compatible secure boot (démarrage sécurisé) ;
- un module de plateforme sécurisée (TPM) version 2.0 ;
- une carte graphique compatible DirectX 12 et WDDM 2 ;
- un disque système en GPT et non plus MBR ;
- un écran d'au moins 9 pouces (22,86 cm) et d'une résolution HD (720p) ou supérieur.

Cependant, Microsoft peut étendre la compatibilité à un plus grand nombre de processeurs par la suite. En août 2023, Microsoft supprime les processeurs Intel Xeon E de la liste des processeurs officiellement supportés par Windows 11.
Afin de vérifier si les PC ont toutes les spécifications requises, Microsoft met à disposition des utilisateurs un outil appelé « Contrôle d'intégrité du PC » (PC Health Check). L'outil ne précise pas les raisons d'une incompatibilité du PC avec Windows 11 dans le cas où elle serait détectée et de nombreux faux négatifs sont constatés. Face à la polémique engendrée par cet outil, Microsoft décide de le retirer, puis propose une mise à jour corrigeant ce problème et indiquant la raison de l'incompatibilité de l'ordinateur, si nécessaire[réf. nécessaire].
Cette nouvelle configuration suscite une polémique à cause de la grande variété d'ordinateurs présents et sortis avant 2017 (sans les processeurs récents, le TPM 2.0 ou le Secure Boot), qui ne seraient pas capables de faire tourner le système. Cela pourra contraindre un grand nombre d'utilisateurs à acheter un nouvel ordinateur compatible, alors que le télétravail causé par la pandémie de Covid-19 a fait augmenter le prix des composants électroniques, donc des ordinateurs, et que ces ordinateurs sont encore parfaitement utilisables.

## Critiques
Une grande partie des critiques de la politique de Microsoft relatives à Windows 10 sont appliquables à Windows 11[réf. souhaitée].
En 2023, il est révélé que Windows 11 se comporte en spyware dès son installation,,.
À l'automne 2024, Microsoft commence le déploiement de la version 24H2 de Windows 11. Cette mise à jour suscite beaucoup de critiques en raison des nombreux problèmes qu'elle engendre. Microsoft est alors contraint de stopper et de reporter à maintes reprises son déploiement. Parmi les problèmes rencontrés, les plus fréquents concernent les pilotes, la compatibilité avec certains composants matériels ou des bugs de l'explorateur de fichiers,,[réf. non conforme].
À partir de 2022, Windows 11 (famille et pro) tente d'imposer à l'installation la création d'un compte en ligne (gratuit) chez un des services de Microsoft,.